# سيد مهدي شجاعي
سيد مهدي شجاعي (بالفارسية: سید مهدی شجاعی) (ولد في أغسطس 1960 في طهران - )؛ مؤلف وروائي وصحفي وكاتب سيناريو إيراني. كان تركيزه تحديدًا على الخيال وكتب العديد من القصص القصيرة والطويلة في أدب الأطفال والمراهقين والأدب الديني. كما عمل كاتب سيناريو وتم إنتاج العديد من الأفلام من سيناريوهاته في التلفزيون والسينما، تُرجمت له عدة قصائد إلى العربية في مجلة شيراز

## النشأة والتعليم
ولد سيد مهدي شجاعي في أغسطس 1960 طهران،وهو مشهور بكتبه المتميزة عن المواضيع الروحية. بعد حصوله على شهادة الثانوية العامة في الرياضيات ، دخل شجاعي كلية الفنون المسرحية حيث حصل على درجة البكالوريوس في الأدب المسرحي. في الوقت ذاته درس العلوم السياسية في كلية الحقوق والعلوم السياسية في جامعة طهران، لكنه ترك دراسته غير مكتملة لمتابعة مهنة الكتابة.   

## المسار المهني
نُشرت أعمال سيد مهدي شجاعي الأولى كقصص متسلسلة في الصحف عندما كان عمره 20 عامًا، . ليشغل على مدى السنوات الثماني المقبلة منصب المحرر الثقافي لصحيفة الجمهورية الفارسية الإلكترونية، ولمدة ثماني سنوات أخرى لاحقة كمحرر عام لصحيفة القوات المسلحة. قام سيد مهدي شجاعي بتأليف عدد من المسرحيات والمخطوطات كما ترجم وكتب أكثر من 100 كتاب للأطفال والشباب. خلال الفترة 1986-1996 كان عضو تحكيم ضمن مهرجان الفجر السينمائي الدولي ومهرجان أصفهان الدولي للسينما والفيديو للأطفال والشباب، ومهرجان فجر المسرح الدولي والمهرجان الوطني للصحافة. وقد كان عضوًا في مجلس إدارة معهد التنمية الفكرية للأطفال والشباب منذ عدة سنوات. قام بكتابة سيناريو مسرحي عن حياة الشهيد مصطفى تشمران في مسلسل تلفزيوني بالإضافة إلى سيناريو مسرحي عن جوزيف عبر قناة جمهورية إيران الإسلامية . كتب عدة نصوص لأعمال سينمائية بالتعاون مع المخرج مجيد مجيدي .      

## الأنشطة الثقافية
- رئيس تحرير مجلة روشدي جافان
- تأسيس جمعية الفنانين الإيرانيين المسلمين
- تأسيس مجلة «نيستان» الفنية والثقافية (1995)
- تأسيس جمعية القلم الإيرانية
- نائب رئيس معهد التنمية الفكرية للأطفال والشباب

## طالع أيضًا
- الديمقراطية أو الديمجنونية